# Белорусија на Светском првенству у атлетици у дворани 2018.
Белорусија је учествовала на 17. Светском првенству у атлетици у дворани 2018. одржаном у Бирмингему од 1. до 4. марта, четрнаести пут, односно учествовала је под данашњим именом на свим првенствима од 1993. до данас. Делегацију Белорусије представљало је 8 спортиста (2 мушкарца и 6 жена), који су се такмичили у 6 дисциплина (2 мушке и 4 женске).,
На овом првенству такмичари Белорусија нису освојили ниједну медаљу нити су остварили неки резултат.
У табели успешности према броју и пласману такмичара који су учествовали у финалним такмичењима (првих 8 такмичара) Белорусија је са 2 такмичара у финалу делила 34. место са 6 бодова.
| Плас. | Земља      | 1. место | 2. место | 3. место | 4. место | 5. место | 6. место | 7. место | 8. место | Бр. финал. | Бод. |
| ----- | ---------- | -------- | -------- | -------- | -------- | -------- | -------- | -------- | -------- | ---------- | ---- |
| =34.  | Белорусија | 0        | 0        | 0        | 0        | 0        | 2        | 0        | 0        | 2          | 6    |

## Учесници
| Мушкарци: - Виталиј Парахонка — 60 м препоне - Максим Недосеков — Скок увис | Жене: - Кристина Цимановска — 60 м - Алина Талај — 60 м препоне - Елвира Херман — 60 м препоне - Ирина Васкоускаја — Троскок - Алиона Дубицка — Бацање кугле - Јулија Леонтјук — Бацање кугле |  |

## Резултати

### Мушкарци
| Атлетичар         | Дисциплина   | Лични рекорд | Квалификације | Квалификације | Полуфинале | Полуфинале | Финале               | Финале       | Детаљи                                  |
| Атлетичар         | Дисциплина   | Лични рекорд | Резултат      | Место         | Резултат   | Место      | Резултат             | Место        | Детаљи                                  |
| ----------------- | ------------ | ------------ | ------------- | ------------- | ---------- | ---------- | -------------------- | ------------ | --------------------------------------- |
| Виталиј Парахонка | 60 м препоне | 7,70         | 7,71 КВ       | 4. у гр. 2    | 8,00       | 8. у гр. 2 | Није се квалификовао | 24 / 37 (38) | Архивирано на веб-сајту (17. март 2018) |
| Максим Недосеков  | скок увис    | 2,31         |               |               |            |            | 2,20                 | 6 / 11       | Архивирано на веб-сајту (31. март 2018) |

### Жене
| Атлетичарка         | Дисциплина   | Лични рекорд | Квалификације  | Квалификације | Полуфинале            | Полуфинале            | Финале                | Финале       | Детаљи |
| Атлетичарка         | Дисциплина   | Лични рекорд | Резултат       | Место         | Резултат              | Место                 | Резултат              | Место        | Детаљи |
| ------------------- | ------------ | ------------ | -------------- | ------------- | --------------------- | --------------------- | --------------------- | ------------ | ------ |
| Кристина Цимановска | 60 м         | 7,21         | 7,37           | 6. у гр. 1    | Није се квалификовала | Није се квалификовала | Није се квалификовала | 31 / 47      |        |
| Алина Талај         | 60 м препоне | 7,85 НР      | 8,11 (.101) КВ | 3. у гр. 4    | 8,07 (.063)           | 4. у гр. 2            | Нису се квалификовале | 12 / 36 (37) |        |
| Елвира Херман       | 60 м препоне | 8,05         | 8,07 КВ        | 4. у гр. 3    | 8,06                  | 4. у гр. 1            | Нису се квалификовале | 10 / 36 (37) |        |
| Ирина Васкоускаја   | Троскок      | 14,30        |                |               |                       |                       | 13,81                 | 14 / 17      |        |
| Алиона Дубицка      | Бацање кугле | 18,34        | 18,21          | 6 / 15        |                       |                       |                       |              |        |
| Јулија Леонтјук     | Бацање кугле | 19,00        | 17,44          | 11 / 15       |                       |                       |                       |              |        |